# Caecoonops cubitermitis
Caecoonops cubitermitis là một loài nhện trong họ Oonopidae.
Loài này thuộc chi Caecoonops. Caecoonops cubitermitis được P. L. G. Benoit miêu tả năm 1964.